# Tentokrát o lásce
Tentokrát o lásce (v anglickém originále Another Simpsons Clip Show) je 3. díl 6. řady (celkem 106.) amerického animovaného seriálu Simpsonovi. Scénář napsal Penny Wise a díl režíroval David Silverman. V USA měl premiéru dne 25. září 1994 na stanici Fox Broadcasting Company a v Česku byl poprvé vysílán 11. února 1997 na stanici ČT1.

## Děj
Marge si jednou v noci čte knihu Madisonské mosty a vzbudí Homera, aby se ho zeptala, jestli si myslí, že se z jejich manželství vytratila romantika. Homer ji ignoruje a hodí knihu do krbu. 
Druhý den ráno svolá Marge celou rodinu, aby si promluvili o romantice, ale zmohou se jen na vzpomínky na své nevydařené vztahy v podobě ukázek z předchozích dílů. Homer však situaci zachrání, když se zmíní o tom, jak se s Marge dali dohromady. Nakonec se o to děti nezajímají a skončí u sledování seriálu Itchy a Scratchy, zatímco Homer a Marge si užijí společnou chvilku. 

## Produkce
Jedná se o druhou klipovou epizodu seriálu Simpsonovi po dílu Tak takhle to dopadlo, 18. epizodě 4. řady. Díl Tentokrát o lásce napsal Jon Vitti, který v závěrečných titulcích použil pseudonym Penny Wise, protože nechtěl být připisován za scénář klipové show, a režíroval jej David Silverman. Do epizody dále přispěli John Swartzwelder, Frank Mula, David Richardson, Jeff Martin, Bill Oakley, Josh Weinstein, Matt Groening, Sam Simon, Al Jean, Mike Reiss, Jay Kogen, Wallace Wolodarsky, Nell Scovellová, David M. Stern, George Meyer, Conan O'Brien, Robert Cohen, Bill Canterbury a Dan McGrath.
V prvních letech vysílání byl štáb donucen stanicí Fox k natáčení klipových pořadů, aby ušetřil peníze. Původně byl na producenty pořadu vyvíjen silný tlak, aby v každé řady vznikly další epizody, a plán byl takový, že se budou natáčet čtyři klipové pořady za řadu, aby se tento limit splnil. Scenáristé a producenti však měli pocit, že tolik klipových pořadů by odradilo fanoušky seriálu. Stanice Fox to zdůvodňovala tím, že klipové pořady stojí polovinu toho, co stojí výroba normálního dílu, ale mohou prodávat práva na syndikaci za plnou cenu.
V této retrospektivní epizodě jsou použity ukázky z dílů vysílaných v prvních pěti řadách:
| Díl                               | Řada | Řada | Popis                                                                                                |
| --------------------------------- | ---- | ---- | --- |
| Nová holka v ulici                |      | 4    | Homer hledá svůj hot dog, zatímco leží v bazénku.                                                    |
| Spasitel zabijákem                |      | 3    | Homer hodí Marginu knihu do krbu.                                                                    |
| Je Šáša vinen?                    |      | 1    | Děti sledují epizodu Itchyho a Scratchyho.                                                           |
| Homer kacířem                     |      | 4    | Díl Itchyho a Scratchyho Flay Me to the Moon.                                                        |
| Milhouseův románek                |      | 3    | Studenti v Bartově třídě sledují Fuzzy Bunny's Guide to You-Know-What.                               |
| Svatého Valentýna                 |      | 4    | Ned zpívá serenádu Maude.                                                                            |
| Marge jde do zaměstnání           |      | 4    | Smithers sní o panu Burnsovi, který vletí do jeho pokoje oknem.                                      |
| více dílů                         |      | 1–4  | Žertovné telefonáty Vočkovi.                                                                         |
| více dílů                         |      | 3–5  | Homerovy hlášky „Mmm…“.                                                                              |
| Homer miluje Flanderse            |      | 5    | Homer opakovaně líbá Neda na místním zápase amerického fotbalu.                                      |
| Ve víru vášně                     |      | 1    | Marge vypráví svůj příběh o tom, jak se málem zamilovala do francouzského kotlíkáře.                 |
| Poslední pokušení Homera Simpsona |      | 5    | Homer vypráví, jak málem podvedl Marge s Mindy Simmonsovou.                                          |
| Nová holka v ulici                |      | 4    | Bart vypráví příběh o tom, jak se zamiloval do Laury Powersové, jediné dívky, kterou kdy miloval.    |
| Svatého Valentýna                 |      | 4    | Líza vypráví příběh o tom, jak se do ní Ralph Wiggum zamiloval a nakonec mu to zlomilo srdce.        |
| Černý vdovec                      |      | 3    | Marge vzpomíná na manželství Selmy s Levákem Bobem.                                                  |
| Milenec Lady Bouvierové           |      | 5    | Marge vzpomíná na milostný trojúhelník mezi dědou Simpsonem, Jacqueline Bouvierovou a panem Burnsem. |
| Takoví jsme byli                  |      | 2    | Homer najde milostný příběh, který nekončí zlomeným srdcem: vztah s Marge.                           |
| více dílů                         |      | 1–5  | Homer a Marge se líbají.                                                                             |

## Kulturní odkazy
Když se Bart, Líza a Maggie dívají na Itchyho a Scratchyho, Marge říká, že se dívají pořád na stejné epizody, zatímco Líza říká, že kreslené filmy Itchy a Scratchy jsou jen slepené z kousků starých epizod. Tato poznámka je vtipem o konstrukci tohoto dílu; gagy s tabulí a gaučem jsou převzaty z jiných epizod, klipy jsou z odvysílaných dílů a mezititulky jsou ve skutečnosti rovněž klipy z předchozích dílů, ve kterých se členové rodiny baví v kuchyni. Tyto tři aspekty podporují myšlenku, že tato epizoda je zcela klipovou show.
V klipu z dílu Milenec Lady Bouvierové se děda snaží zabránit svatbě Jacqueline Bouvierové a pana Burnse tím, že bouchá na okno a křičí přitom „Paní Bouvierová!“, což je odkaz na film Absolvent z roku 1967. Marge je vidět, jak čte knihu Roberta Jamese Wallera Madisonské mosty z roku 1992.

## Přijetí

### Kritika
Epizoda se setkala s obecně negativními recenzemi, protože klipové díly bývají mezi fanoušky nejméně oblíbené. Díl byl popsán jako „zarámovaný tak, že je stále na co se dívat, jako prezentace fotek, která není tak úplně nudná“. Anglický název dílu „říká v podstatě vše,“ uvedl v recenzi Colin Jacobson z DVD Movie Guide: „Dějová linie spojená s romancí vyšumí do ztracena. Zůstává nám tak dobrá sbírka klipů, ale když už se na ně můžeme podívat v původních epizodách, proč se obtěžovat s touto lacinou výmluvou na produkt?“
Líziny poznámky – „romantika je mrtvá, byla získána v rámci nepřátelského převzetí společností Hallmark a Disney, homogenizována a rozprodána po částech“ – byly použity ve studiích kulturních reprezentací organizací.
Skotská indierocková kapela Arab Strap na tuto epizodu odkazovala v textu svého debutového singlu „The First Big Weekend“.

### Sledovanost
V původním vysílání se díl umístil na 68. místě ve sledovanosti v týdnu od 19. září do 25. září 1994 s ratingem společnosti Nielsen 8,7. Epizoda byla čtvrtým nejsledovanějším pořadem na stanici Fox v daném týdnu, předstihly ji pouze seriály Beverly Hills 90210, Akta X a Ženatý se závazky.